# جکی (راننده مسابقه)
جیاکومو روسو (ایتالیایی: Giacomo Russo؛ زادهٔ ۲۳ اکتبر ۱۹۳۷ در میلان، درگذشتهٔ ۱۸ ژوئن ۱۹۶۷ در کسرتا)، که با نام مستعار جِکی (به ایتالیایی: Geki) شناخته می‌شد، رانندهٔ مسابقات اتومبیل‌رانی فرمول یک اهل ایتالیا بود که از فصل ۱۹۶۴ تا ۱۹۶۶ در مجموع در سه گراند پری شرکت کرد، اما موفق به کسب هیچ امتیازی نشد.
جکی در ۱۸ ژوئن ۱۹۶۷ بر اثر تصادف گروهی خودروها در یک مسابقهٔ فرمول سه در کسرتا درگذشت.